# Guadalaviar
Guadalaviar és un municipi d'Aragó, situat a la província de Terol i enquadrat a la comarca de la Serra d'Albarrasí. Està situat al punt on s'ajuntes les províncies de Terol, Conca i Guadalajara, al lloc on neix el riu Guadalaviar.